# Xiaomi SU7
Xiaomi SU7 (čínsky 小米SU7) je bateriový elektrický sedan vyvinutý čínskou společností Xiaomi Auto, dceřinou společností čínské společnosti Xiaomi vyrábějící spotřební elektroniku. Jedná se o první vůz společnosti Xiaomi, který je vyráběn v jejím závodě v Pekingu. Vozidlo bylo oznámeno v prosinci 2023 a oficiálně představeno 28. března 2024 v Pekingu.
Podle společnosti Xiaomi znamená „SU“ „Speed Ultra“. Model SU7 je k dispozici ve čtyřech verzích, a to SU7, SU7 Pro, SU7 Max a SU7 Ultra.

## Historie
Společnost Xiaomi oznámila svůj záměr vstoupit na trh s elektromobily v březnu 2021. Zakladatel a generální ředitel Xiaomi Lej Ťün prohlásil, že společnost do projektu investuje 10 miliard jüanů (34 miliard Kč). Společnost Xiaomi Automobile byla založena v roce 2021 se sídlem v Pekingu. Povolení k výrobě vozidel získala společnost od čínské Národní komise pro rozvoj a reformy v srpnu 2023.
Výroba vozu SU7 byla zahájena v prosinci 2023. Představen byl 28. prosince 2023, přičemž první vystavené modely se do obchodů dostaly následující den. 28. března 2024 byla oznámena maloobchodní cena – standardní verze stály 215 900 jüanů (700 000 Kč), zatímco verze Pro a Max 245 900 jüanů (800 000 Kč).

## Specifikace
| Model     | Baterie                | Dojezd (CLTC) | Roky výroby     | Pohon nápravy | Výkon                   | Výkon                      | Výkon                         | Točivý moment                | Točivý moment | Točivý moment | Pohotovostní hmotnost | 0–100 km/h | Maximální rychlost |
| Model     | Baterie                | Dojezd (CLTC) | Roky výroby     | Pohon nápravy | Přední náprava          | Zadní náprava              | Kombinovaný                   | Přední náprava               | Zadní náprava | Kombinovaný   | Pohotovostní hmotnost | 0–100 km/h | Maximální rychlost |
| --------- | ---------------------- | ------------- | --------------- | ------------- | ----------------------- | -------------------------- | ----------------------------- | ---------------------------- | ------------- | ------------- | --------------------- | ---------- | ------------------ |
| SU7       | 73,6 kWh LFP FinDreams | 700 km        | 2024–současnost | RWD           | –                       | 220 kW (299 PS; 295 hp)    | 220 kW (299 PS; 295 hp)       | –                            | 400 Nm        | 400 Nm        | 1980 kg               | 5,28 s     | 210 km/h           |
| SU7 Pro   | 94,3 kWh LFP CATL      | 830 km        | 2024–současnost | RWD           | –                       | 220 kW (299 PS; 295 hp)    | 220 kW (299 PS; 295 hp)       | –                            | 400 Nm        | 400 Nm        | 2090 kg               | 5,7 s      | 210 km/h           |
| SU7 Max   | 101 kWh NMC CATL       | 800 km        | 2024–současnost | AWD           | 220 kW (299 PS; 295 hp) | 275 kW (374 PS; 369 hp)    | 495 kW (673 PS; 664 hp)       | 338 N·m (249 lb·ft; 34 kg·m) | 500 Nm        | 838 Nm        | 2205 kg               | 2,78 s     | 265 km/h           |
| SU7 Ultra | 93,7 kWh NMC CATL      | 620 km        | 2025–současnost | AWD           | 275 kW (374 PS; 369 hp) | 2x 425 kW (578 PS; 570 hp) | 1 138 kW (1 547 PS; 1 526 hp) | 500 N·m (369 lb·ft; 51 kg·m) | 2x 635 Nm     | 1770 Nm       | 2360 kg               | 1,98 s     | 350 km/h           |